# R Eridani
R Eridani är en gul jättestjärna av spektraltyp GIII i stjärnbilden Eridanus. Den misstänktes vara variabel och blev den första stjärnan i stjärnbilden som fick en variabeldesignation åsatt.. Mätningar har emellertid än så länge inte kunnat fastslå att den är variabel.
Stjärnan har en visuell magnitud som är +5,72.

## Fotnoter
1. ↑  Variabelstjärnornas beteckningar börjar med bokstäverna R-Z, därefter A-Q , följt av RR-ZZ och AA-QQ, varefter de börjar betecknas med bokstaven V och ett ordningsnummer, från och med V335.